# Zinkfabriek (Overpelt)
De zinkfabriek van Overpelt is een zinksmelter die opgericht werd in 1888 en ook tegenwoordig nog bestaat.

## Geschiedenis
Op 28 oktober 1887 diende Johannes Brasseur aan aanvraag in voor de bouw van een fabriek in Overpelt. Hij kreeg daar in april 1888 toestemming voor en de fabriek werd opgericht in 1888 door de Duitse industriëlen de gebroeders Schulte als W. Schulte&Co. Aanvankelijk wilde deze een dergelijke fabriek in het Ruhrgebied oprichten, maar reeds toen werd daar een dergelijke fabriek als zeer vervuilend beschouwd. Aldus week hij uit naar de dunbevolkte locatie te Overpelt, gelegen aan het Kanaal Bocholt-Herentals. Er werd een arbeiderswijk vlak bij de fabriek gebouwd, Overpelt-Fabriek genaamd. In augustus 1888 werd de eerste oven geplaatst voor het vervaardigen van wit arsenicum en gaf werk aan 50 man. In 1889 en 1890 breidde de fabriek uit met een loodoven en de productie van kopersulfaat.
In 1893 breidde de fabriek nogmaals uit met twee nieuwe loodoven, een wasserij voor de verrijking van loodafval en de eerste zinkoven. In 1897 begon de fabriek ook met het zuiveren van zilver uit het werklood. In 1898 werd de naam van het bedrijf veranderd in: Compagnie des Métaux et produits chimiques d’Overpelt. In 1905 werd er gestart met een zinkpletterij en in 1912 met een superfosfaat-afdeling. In 1913 werd het bedrijf samengevoegd met de Lommelse zinkfabriek, eveneens eigendom van de gebroeders Schulte. Nu heette het bedrijf voortaan: Compagnie des Métaux d'Overpelt-Lommel. In Overpelt werd niet alleen ruw zink gefabriceerd, het werd ook geraffineerd. 
Na de Eerste Wereldoorlog werd de fabriek door de Belgische staat gevorderd en genationaliseerd. Deze kwam in handen van de Generale Maatschappij van België en de banken Banque Philippson en Banque Cassel. In 1928 en 1929 werden de bedrijven Société Métallurgique de Corphalie en de Firma Pelgrims-Bombeek overgenomen. De naam veranderde in N.V. Metaalfabrieken van Overpelt-Lommel & Corphalie. Tijdens de tweede wereldoorlog werd de fabriek uitgebreid met een werkplaats voor fijntechniek (Gereedschapsmakerij Overpelt).
In 1957 kwam een moderne zwavelzuurinstallatie gereed en werd er een afdeling toegevoegd voor plastiek (NV Overpelt-Plascobel). In 1967 werd een proces voor de fabricage van zinkpoeder voor gebruik in batterijen opgestart. In 1970 ging het bedrijf samen met de Société Générale Métallurgique de Hoboken en vormde NV Metallurgie Hoboken-Overpelt. In 1974 werden de laatste zinkovens gesloten, in de plaats kwam zinkelectrolyse. In 1989 fusioneerde de drie bedrijven Acec-Union Minière, Metallurgie Hoboken-Overpelt, Vieille Montagne en Mechim. De volgende jaren sloten verschillende afdelingen van de fabriek in Overpelt. Vanaf 1992 nam ook zinkrecycling een belangrijke plaats in. In 2003 werkten er 350 mensen.
In 2007 werden de zinkfabrieken van Umicore te Overpelt en Balen, samen met die van het Australische Zinifex (waaronder de Budelse zinkfabriek), samengevoegd in een nieuwe organisatie, Newco, later Nyrstar genaamd.

## Vervuiling
Net zoals veel andere zware industrie ontstonden in de omgeving van de fabriek historische vervuiling.